# Noktowizor

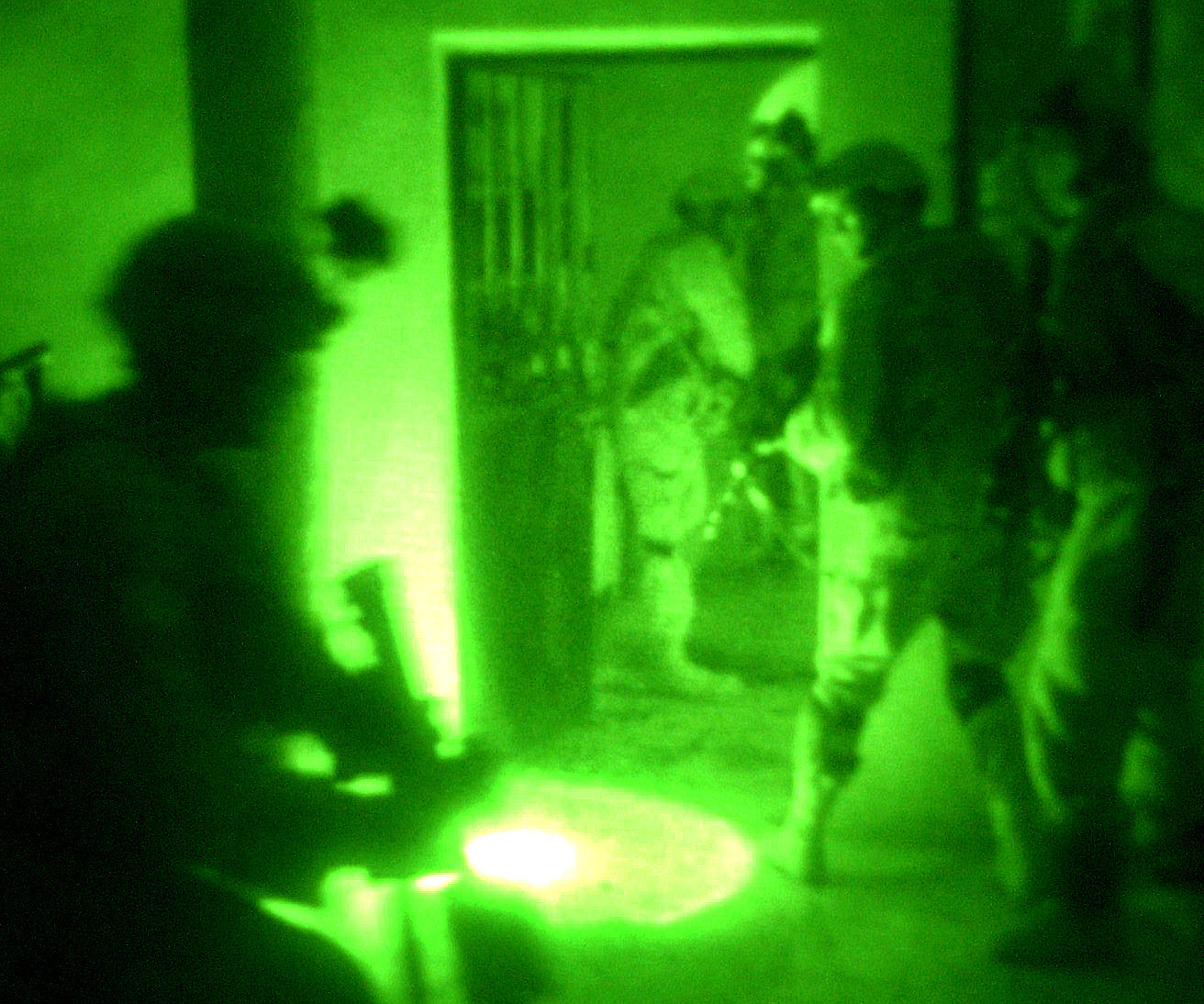
Obraz zarejestrowany przez gogle noktowizyjne.

Noktowizor – urządzenie umożliwiające widzenie w półmroku (potrzebuje on niewielkiego natężenia światła do działania). Jest ono wykorzystywane przez wojsko lub oddziały paramilitarne, służby wywiadowcze, a także przez myśliwych do obserwacji otoczenia w nocy lub przy znikomym oświetleniu (np. w jaskiniach oraz ciemnych pomieszczeniach). Dzięki noktowizorom żołnierze są w stanie dostrzec swoich przeciwników bez używania dodatkowych źródeł światła.
Noktowizor został wynaleziony przez Johna Logiego Bairda w 1926 roku. Do dalszego jego rozwoju przyczyniły się prace V.K. Zworykina w 1933, który zbudował wówczas pierwszy elektrooptyczny przetwornik obrazu. Zastosowanie noktowizora do nocnego transportu i obserwacji terenu notuje się od 1941, zaś do celowania podczas walki, od 1945 (w obu przypadkach w armii niemieckiej).
Noktowizora nie należy mylić z termowizorem, który służy do wykrywania i obserwacji obiektów o temperaturze innej, niż temperatura otoczenia oraz przedmiotów o tej samej temperaturze, ale różnej termoemisyjności.

## Budowa i zasada działania

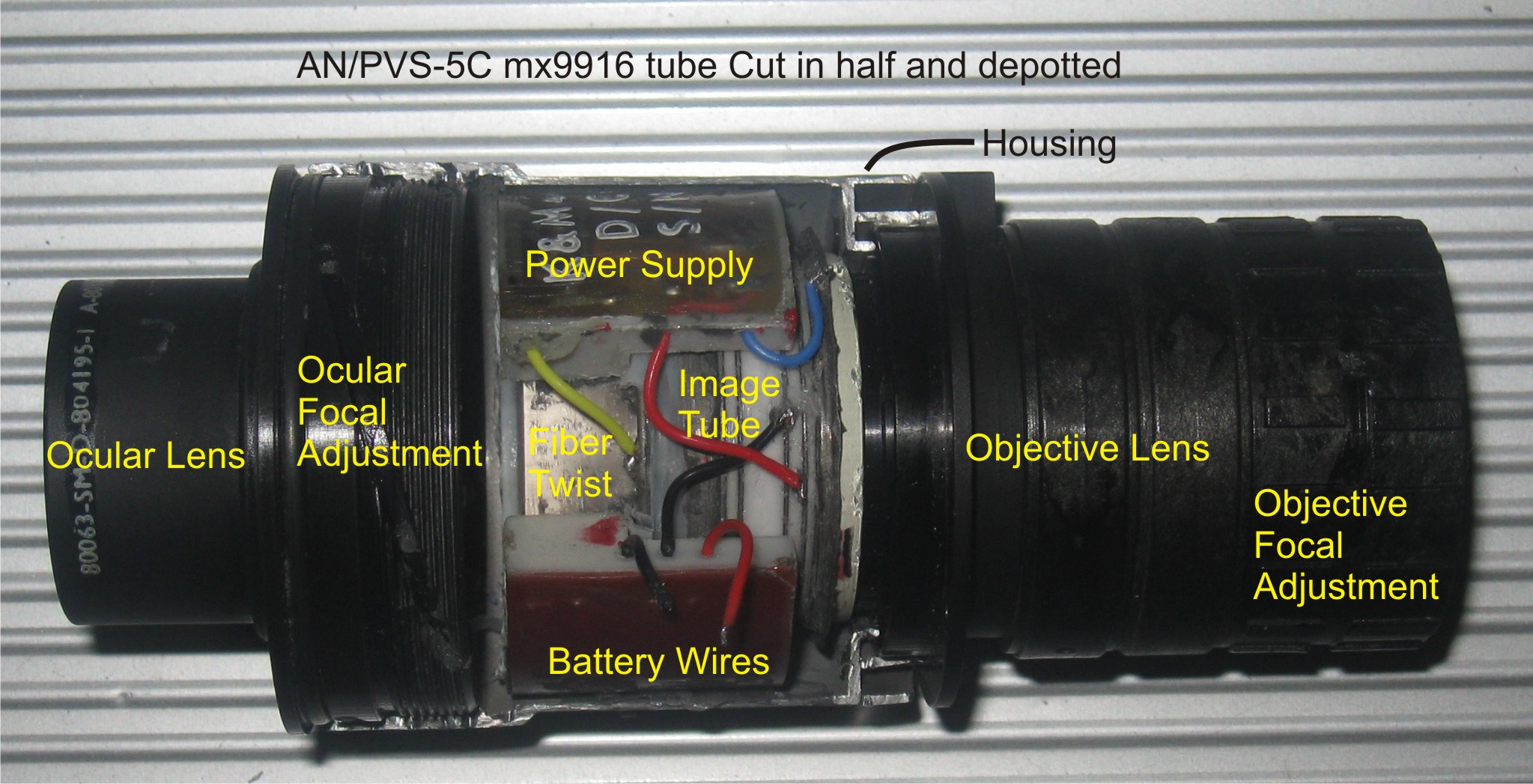
Budowa wewnętrzna noktowizora AN/PVS-5C.

Podstawowymi elementami noktowizora są:
- obiektyw
- wzmacniacz obrazu
- elektronika sterująca
- zasilanie
- okular lub ekran.

Głównym elementem umożliwiającym działanie noktowizora jest wzmacniacz obrazu. Wzmacnia on natężenie światła od bardzo niskich wartości do takich, które umożliwiają obserwację. Do działania wystarczy oświetlenie pola obserwacji rozproszonym światłem pochodzącym od gwiazd lub księżyca (tzw. światło szczątkowe). Po przejściu przez taki wzmacniacz, światło wzmocnione jest kilka tysięcy razy. 
W nowoczesnych noktowizorach elektronika sterująca pozwala łatwo dobrać odpowiedni stopień wzmocnienia (a zatem również kontrast), a przy tym może posiadać funkcję automatycznego odłączenia zasilania w razie nagłego wzrostu oświetlenia. Pozwala to na częściową ochronę noktowizora przed zniszczeniem w przypadku oświetlenia silnym źródłem światła.
W całkowitych ciemnościach działanie noktowizora jest niemożliwe – konieczne jest zastosowanie dodatkowych źródeł światła. Z taktycznego punktu widzenia powinno to być światło niewidoczne dla obserwowanych osób lub zwierząt. Używa się w tym celu promienników podczerwieni. Starsze noktowizory mogły pracować tylko przy stosowaniu takiego doświetlenia. Ze względu na konieczność doświetlania noktowizory dzieli się na:
- aktywne – wymagające doświetlenia; mają niewielki zasięg widzenia, a przede wszystkim są łatwo dostrzegalne przez przeciwnika za pomocą ich własnych noktowizorów
- pasywne – mogą pracować bez dodatkowych źródeł IR, korzystając jedynie ze wzmocnienia światła szczątkowego.

Ze względu na budowę przetworników optoelektronicznych noktowizory dzieli się na generacje, przy czym tradycyjne modele, wymagające do działania źródła podczerwieni, nazywane są generacją zero.

## Generacje noktowizorów
W zależności od wykorzystanego przetwornika obrazu rozróżniane są następujące generacje:

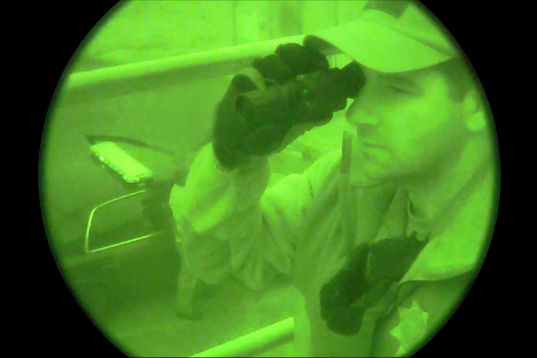
Obraz z noktowizora [http://www.spyshop.pl/img/cms/pdf/uniwersalny-poradnik-zakupowy-GSCI-2016.pdf gen. CORE

- generacja 1 (GEN.1) – najpopularniejsza z klas ze względu na stosunek ceny do jakości. Są to najtańsze noktowizory dostępne na rynku, w których zastosowano wzmacniacz obrazu wzmacniający światło w zakresie do 5000 razy.
- generacja CORE – autorska technologia wprowadzona przez firmę Armasight, w której wzmacniacz skonstruowany został z materiału ceramicznego połączonego ze stopami metali stosowanymi w generacji 2 i 2+ bez płytki MCP. Generację charakteryzuje podniesiony współczynnik wzmocnienia światła oraz wyższa, niż w przypadku generacji 2 i 2+ rozdzielczość obrazu. Wyeliminowano również rozmycie i dystorsję charakterystyczne dla noktowizorów niższych klas.
- generacja 2 (GEN.2) – to ogromny przeskok technologiczny, dzięki zastosowaniu dodatkowej płytki MPC pomiędzy fotokatodą a tubusem. Efektem tego działania jest zwiększone wzmocnienie światła nawet do 50000 razy, a co za tym idzie, obraz jest znacznie jaśniejszy i bardziej szczegółowy ze znacznie zredukowaną ilością szumów. Generacja dedykowana do profesjonalnego wykorzystania.
- generacja 2+ (GEN.2+) – ta sama technologia co w generacji 2 ze zwiększoną rozdzielczością obrazu.
- generacja 3 (GEN.3) – niedostępna na rynku cywilnym. Ulepszona wersja generacji 2 i 2+ o lepszych parametrach.

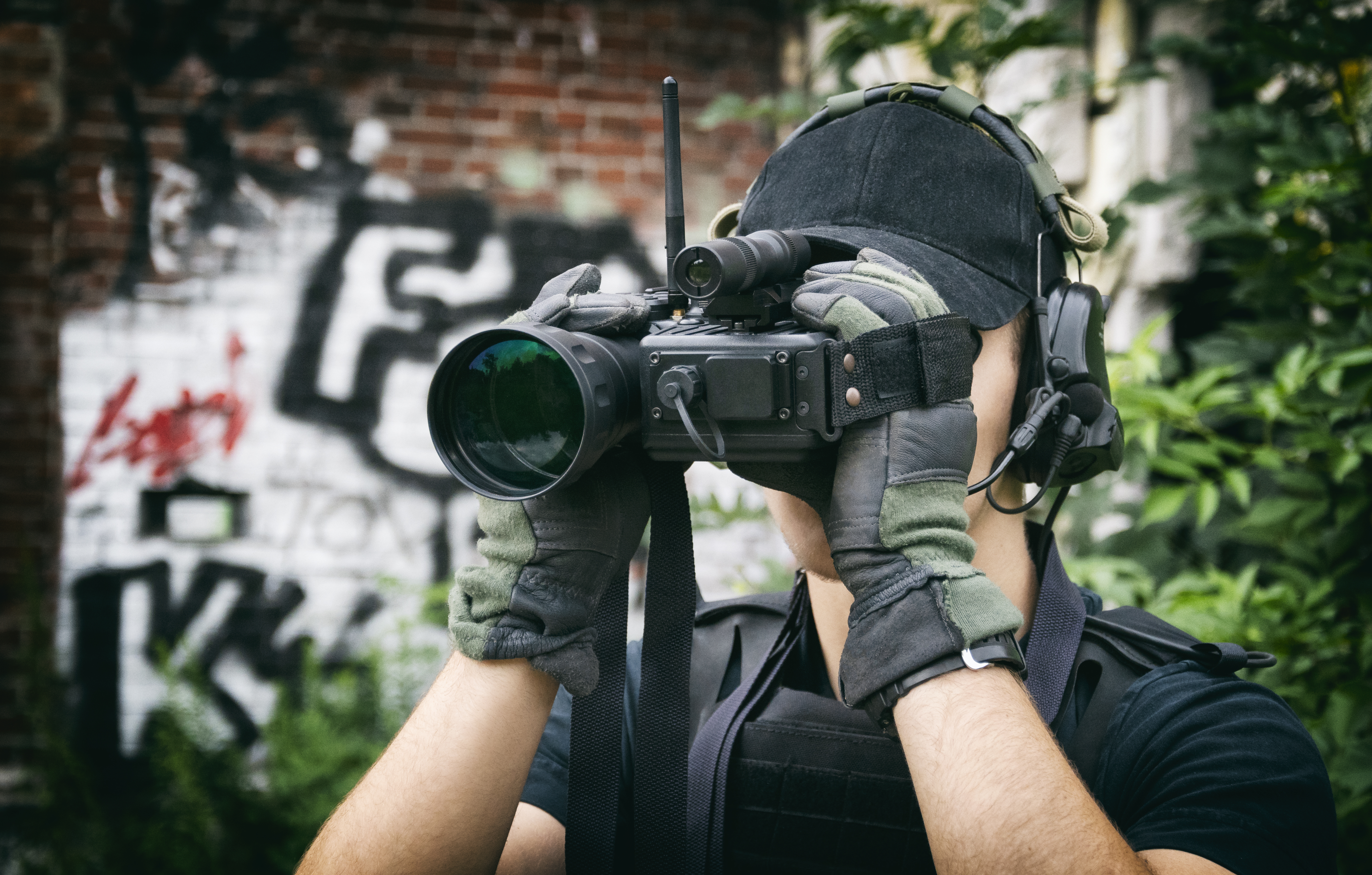
Cyfrowa lornetka noktowizyjna Fortis odpowiadająca GEN. 2+

- generacja 4 (GEN.4) – rzadko stosowana ze względu na niską żywotność. Obecnie są to rozwiązania prototypowe.

## Zastosowania

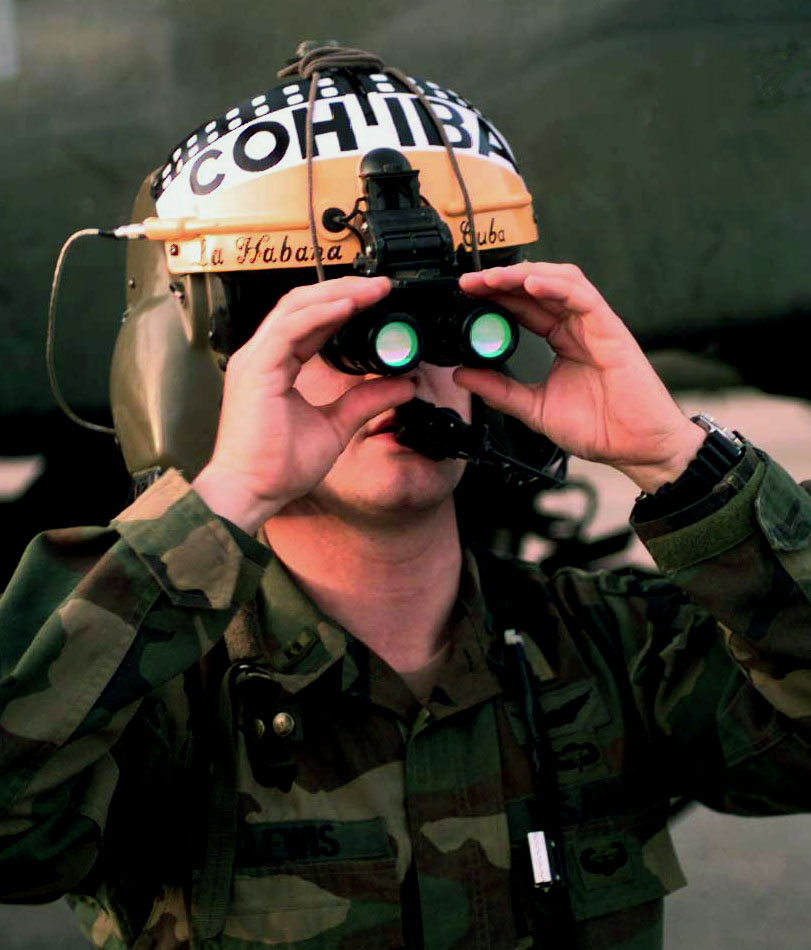
Amerykański pilot śmigłowca sprawdzający noktowizor przed nocną akcją.

Istnieją różne typy oraz kategorie noktowizorów. Można je podzielić przede wszystkim na noktowizory osobiste oraz wyposażenie pojazdów lub też obiektów stacjonarnych (budynków). Noktowizory osobiste występują pod postacią lornetek noktowizyjnych, lunet celowniczych do broni palnej (zamiast celowników optycznych) bądź też gogli noktowizyjnych. Dla pojazdów oraz do zastosowania w budynkach noktowizory projektowane są jako kamery. Dodatkowo w pojazdach zastosowanie mają także noktowizory peryskopowe, zastępujące w nocy standardowe dzienne przyrządy obserwacyjne.
Pierwsze noktowizory zostały opracowane podczas drugiej wojny światowej. Początkowo ich rozmiary oraz nieporęczność utrudniały możliwość użycia w walce. Zastosowanie noktowizora do nocnego transportu i obserwacji terenu wprowadzili Niemcy w 1941, zaś do celowania podczas walki – w 1945. Małe serie celowników Zielgerät 1229 Vampir trafiały do oddziałów niemieckich już w 1944 roku. Weterani z frontu wschodniego wspominają, że snajperzy strzelali w nocy przy bardzo słabym oświetleniu przy użyciu nienormalnie wyglądających celowników. Najpopularniejsze karabiny, na których celowniki te były montowane, to Stg 44, MG 34 oraz MG 42.
Kolejna generacja noktowizorów, która pojawiła się w latach 70. XX wieku, pozwoliła na masowe wprowadzenie ich do użycia w czołowych armiach świata. Masa takiego noktowizora osobistego oscylowała w granicach 2 kg. Nagły błysk światła (np. światło latarki skierowane na obiektyw noktowizora) mógł trwale uszkodzić delikatne elementy układu wzmacniającego światło szczątkowe. Dzisiejsze noktowizory są małe, niezawodne, o niewielkim poborze prądu i bardzo skuteczne. Dzięki nim nowoczesna armia może prowadzić sprawne działania w warunkach nocnych.
Cywilne zastosowanie noktowizorów to wyposażenie dla myśliwych, wspomaganie nocnego monitoringu w budynkach oraz realizacja filmów przyrodniczych w warunkach nocnych, bez płoszenia zwierząt sztucznym oświetleniem. Podobne zastosowanie posiada celownik noktowizyjny.

## Galeria

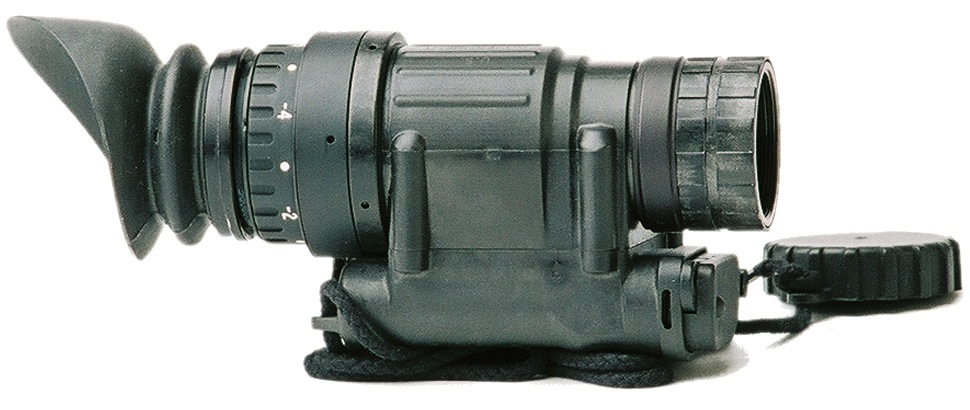
Noktowizor amerykański AN/PVS-14
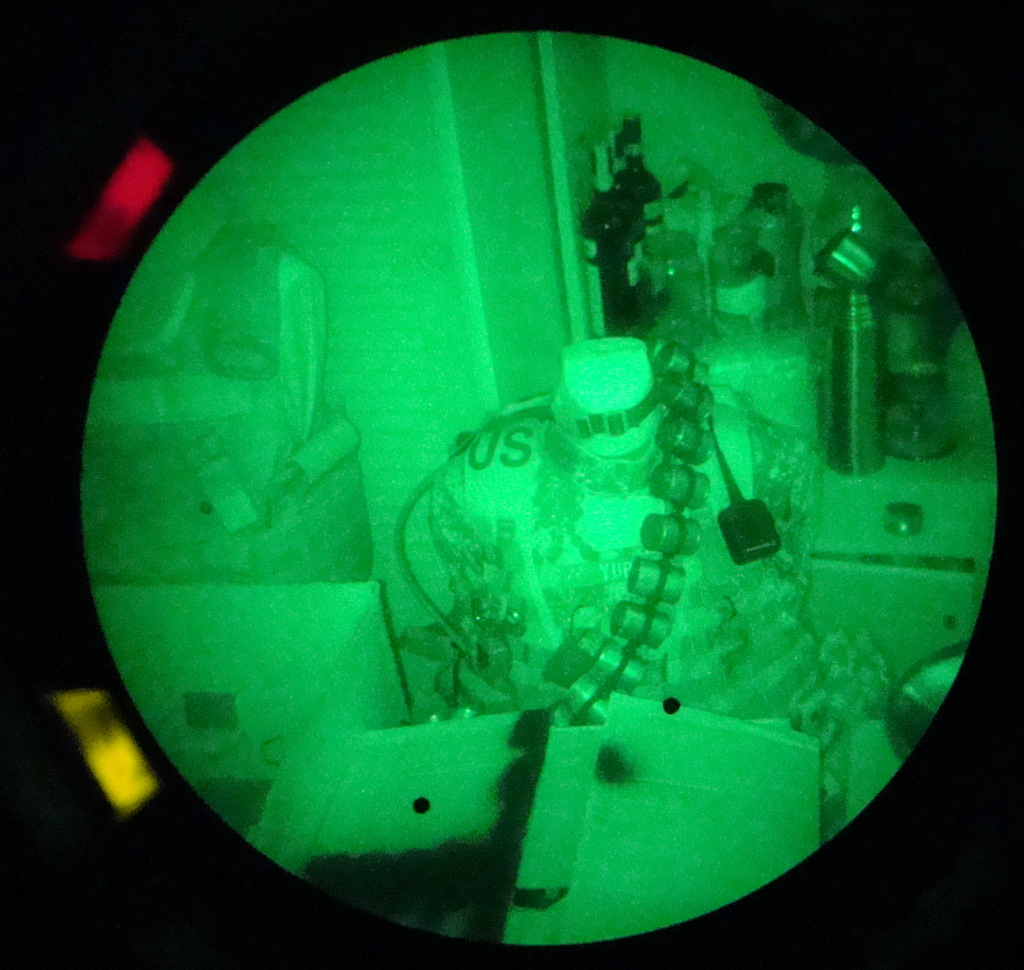
Widok przez noktowizor amerykański AN/PVS-14
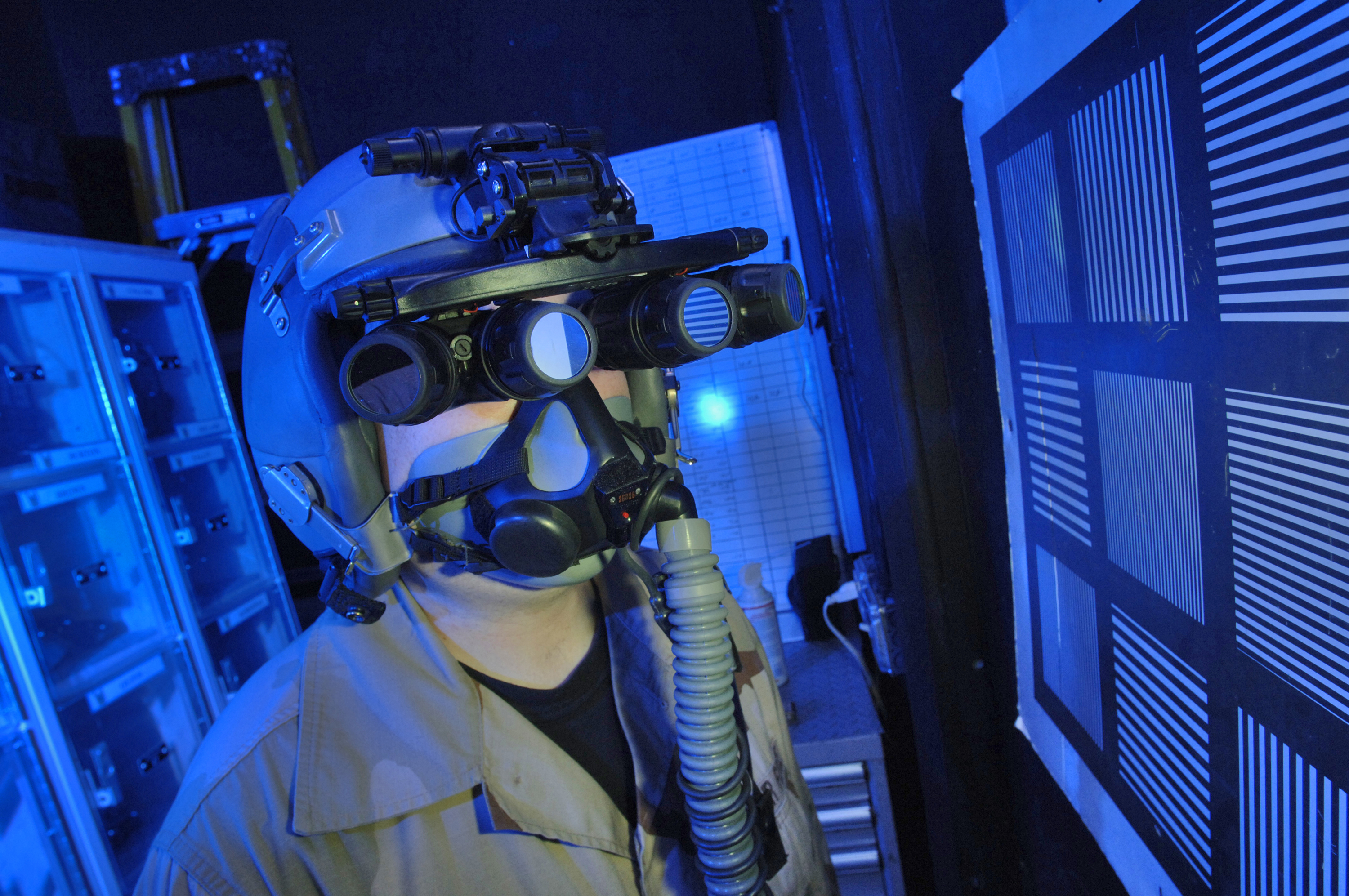
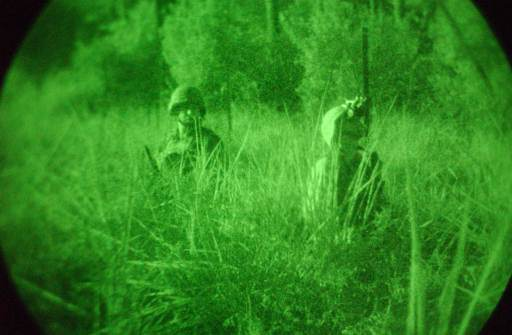
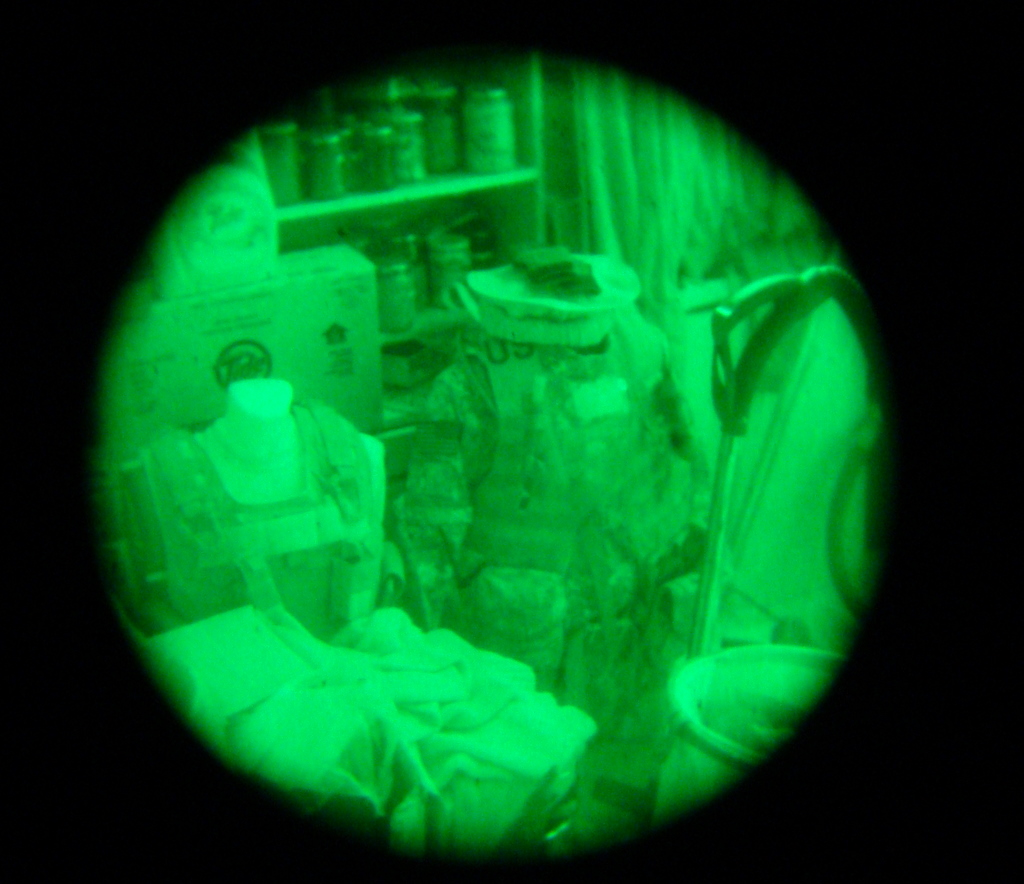
Widok przez noktowizor amerykański PVS-7B
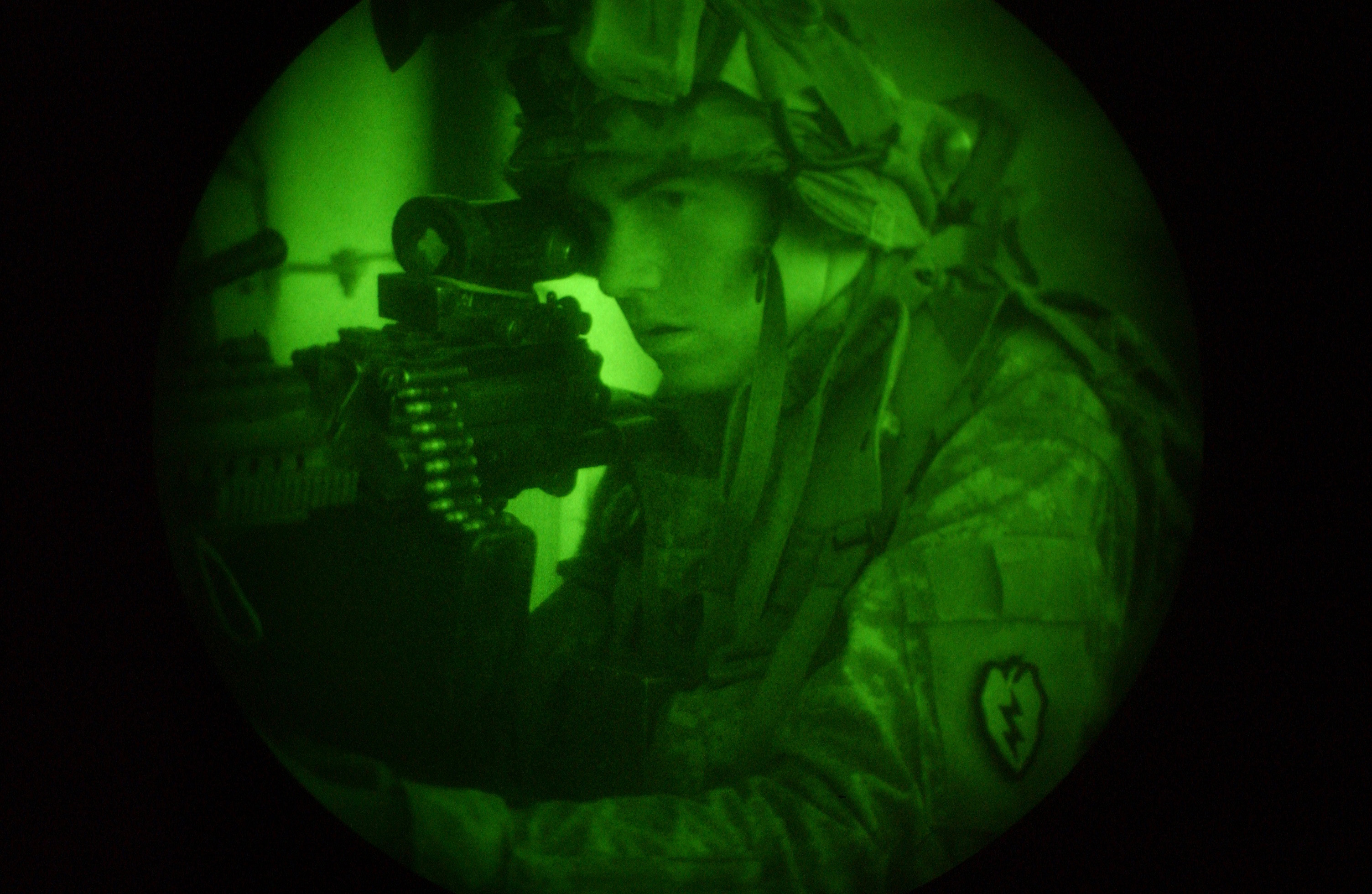
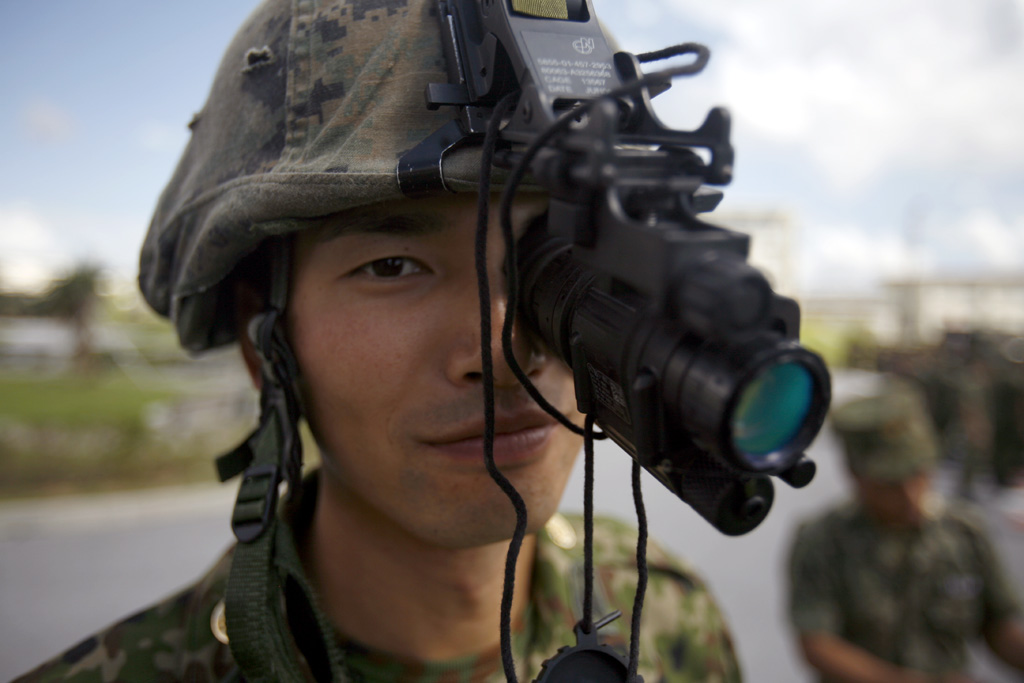
Żołnierz japoński z PVS-14 zamocowanym na hełmie